# 兰亭
兰亭古迹是位於中华人民共和国浙江绍兴的一個文化古迹和旅游胜地，位于绍兴城区西南13公里的兰渚山麓，是东晋著名书法家、会稽内史王羲之的园林住所，是一座晋代园林。东晋永和九年（353年）三月初三，王羲之与谢安、王献之等40多位名士在此举办修禊集会，王羲之“微醉之中，振笔直遂”，写下了著名的“天下第一行书”《兰亭集序》。

## 历史
相传春秋时期，越王勾践曾在此植兰，汉朝时设驿亭，故名兰亭。现址为明嘉靖二十七年（1548年）郡守沈启重建，其后几经改建。
1963年，兰亭遗址确定为“浙江省重点文物保护单位”。文化大革命期间（1966-1976年），兰亭碑被砸碎成四截。文革结束后才找回拼接起来，但已留下了“兰”字缺尾、“亭”字缺头的遗憾。1979年起，绍兴市政府本着“整旧如旧”的原则，对兰亭遗址进行整修，基本上恢复了明清时的格局。

## 主要景点
- 兰亭御题碑，书“兰亭”二字，為康熙所题。御题碑在文革時受到破壞，但後來得到復修，所以题碑有部分殘缺[1][2]。
- 鹅池，相传为王羲之养鹅的地方，池旁竖立刻“鹅池”二字石碑，相传为王羲之父子合写而成，但二字却宛如浑然天成，丝毫没有两人所写的笔意。
- 流觞亭，前为一条曲折的小溪，传当年王羲之就是在溪旁以独有的“曲水流觞”的方式与众友饮酒赋诗，为蘭亭集會，并写下了流芳千古的书作《兰亭序》。
- 康乾御题碑，该碑为海内外仅有的在阴阳两面分别刻有乾隆和康熙御题字的石碑。
- 右军祠，内有一泓墨池，传因当年王羲之习书后在此洗笔，年长日久致使池水尽黑。祠内大厅供奉王羲之像并陈列各种版本的《兰亭序》，当为历次晋圣活动的主要场所。
- 兰亭书法博物馆，内陈列名家书法作品。

## 碑刻
绍兴兰亭古迹公园除有与王羲之有关的文物及仿古建筑外，尚保存多种珍贵碑刻，包括；
- 宋仁宗临兰亭序碑
- 宋朱熹兰亭序碑
- 元赵孟頫临兰亭序碑
- 明王铎（1592年-1652年）临兰亭序碑
- 清康熙帝御笔兰亭集序碑
- 清乾隆帝御笔隆兰亭序帖
- 清郑板桥临兰亭序碑
- 沈尹默临兰亭序碑

## 图集

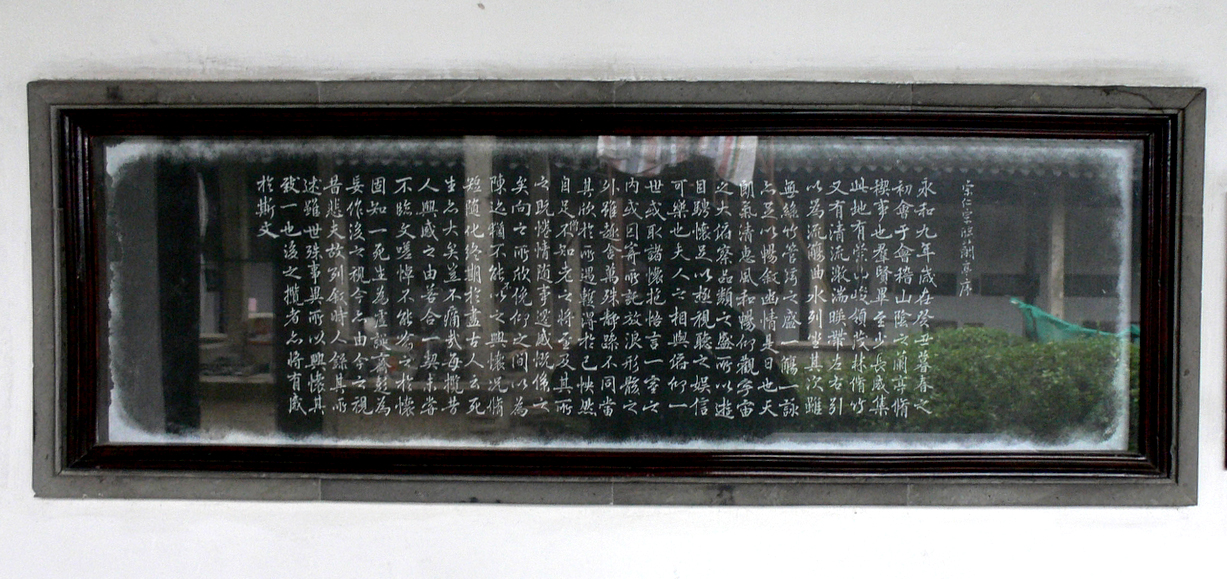
宋仁宗御笔兰亭集序碑
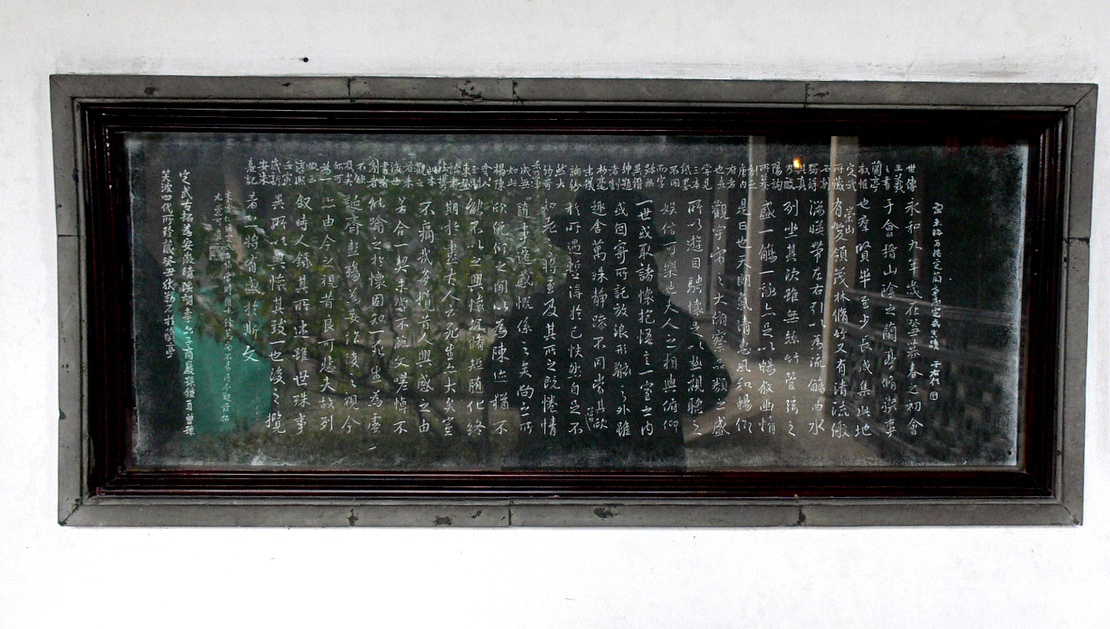
宋朱熹兰亭集序碑
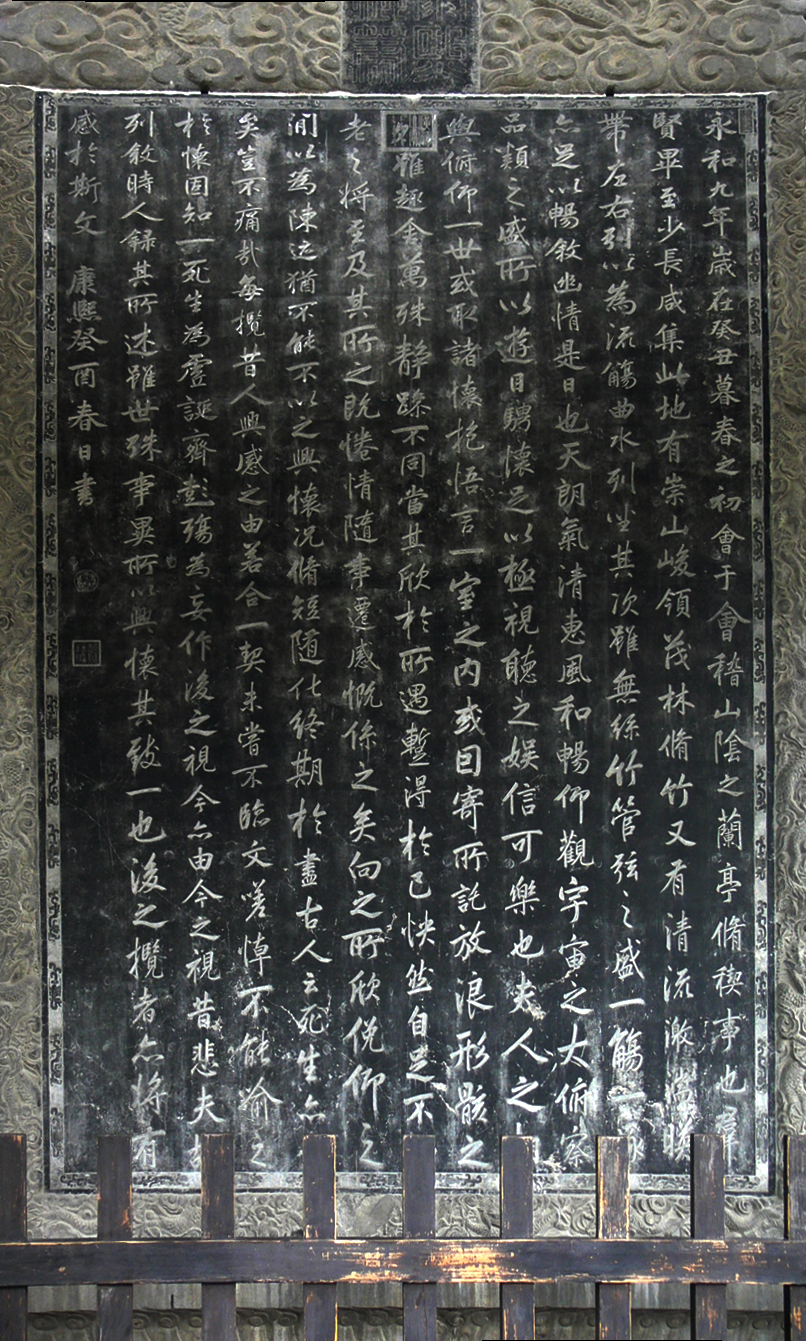
康熙御笔兰亭集序碑
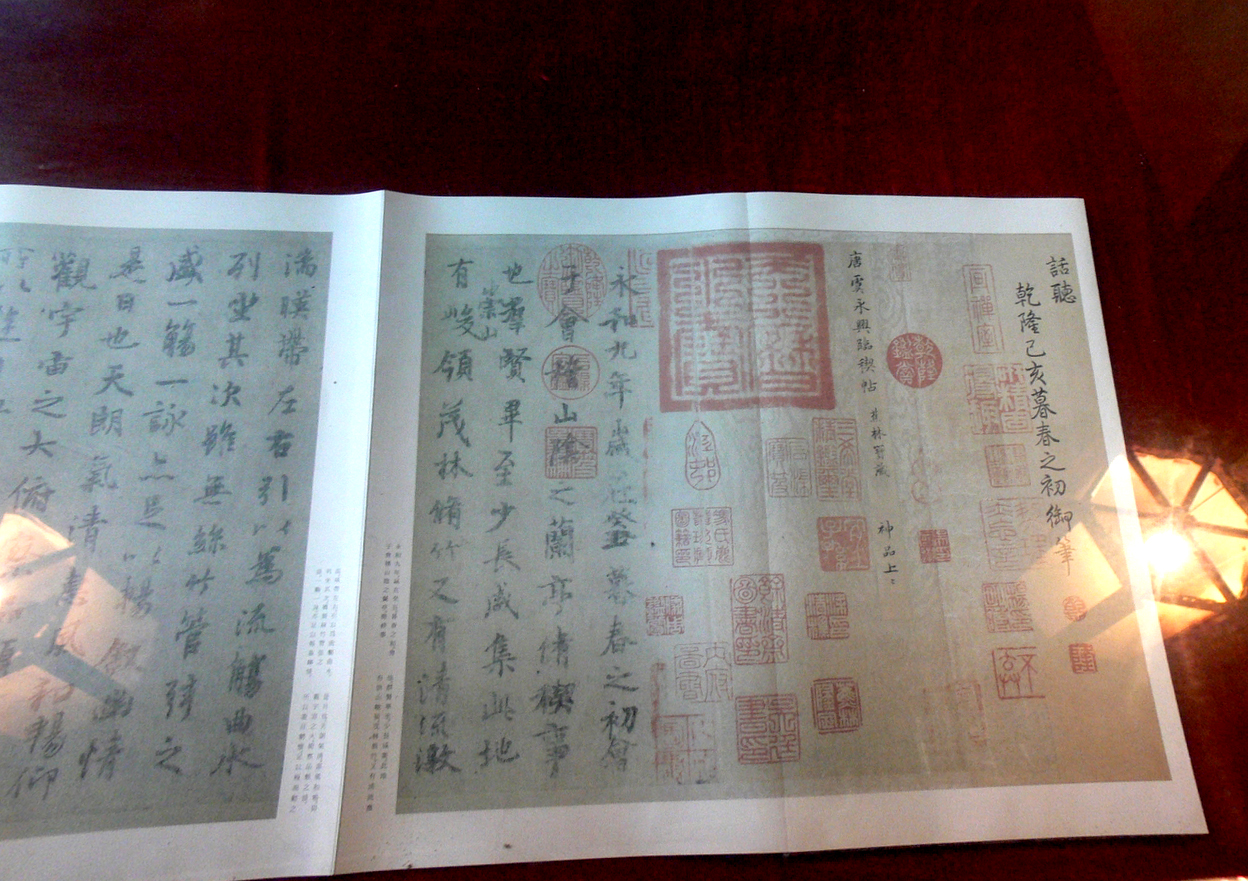
乾隆御笔兰亭集序帖
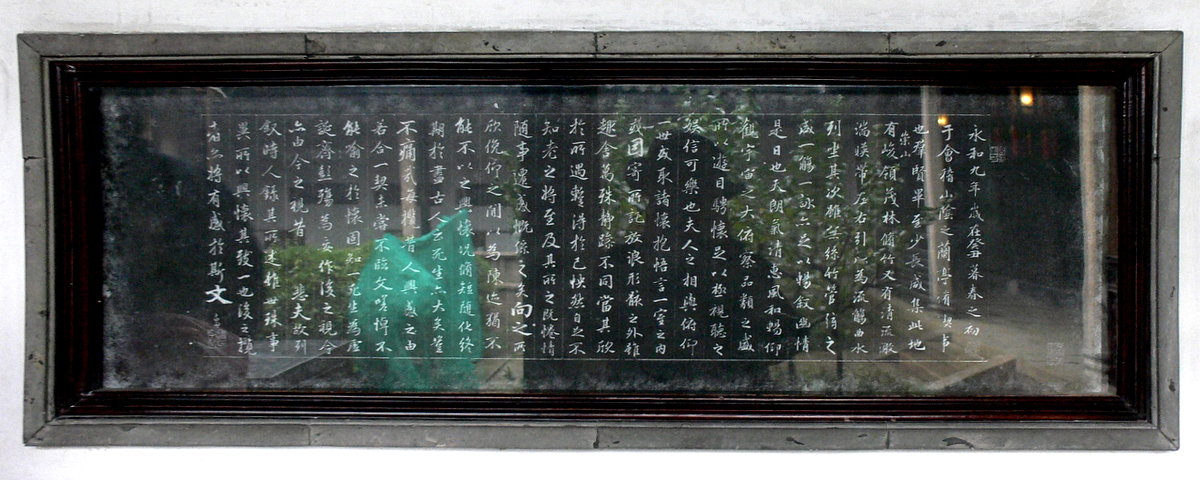
趙孟頫兰亭集序碑
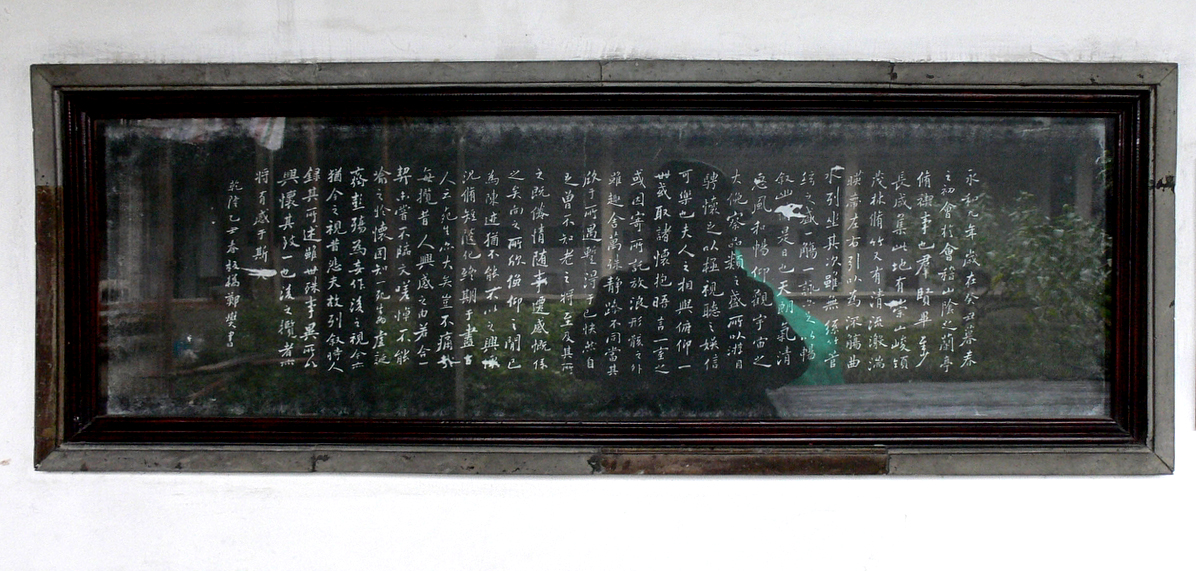
郑板桥兰亭集序碑
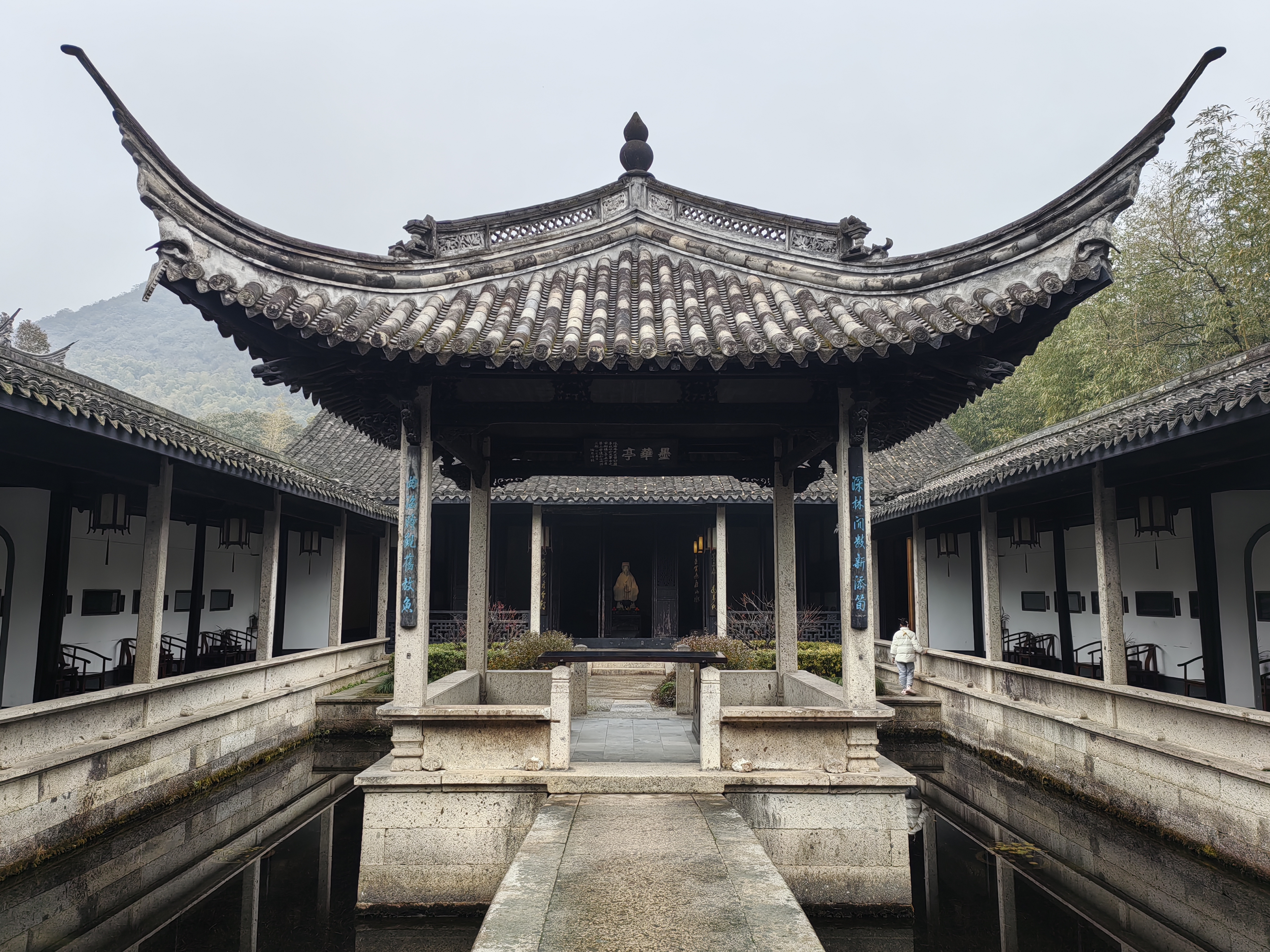
王右軍祠
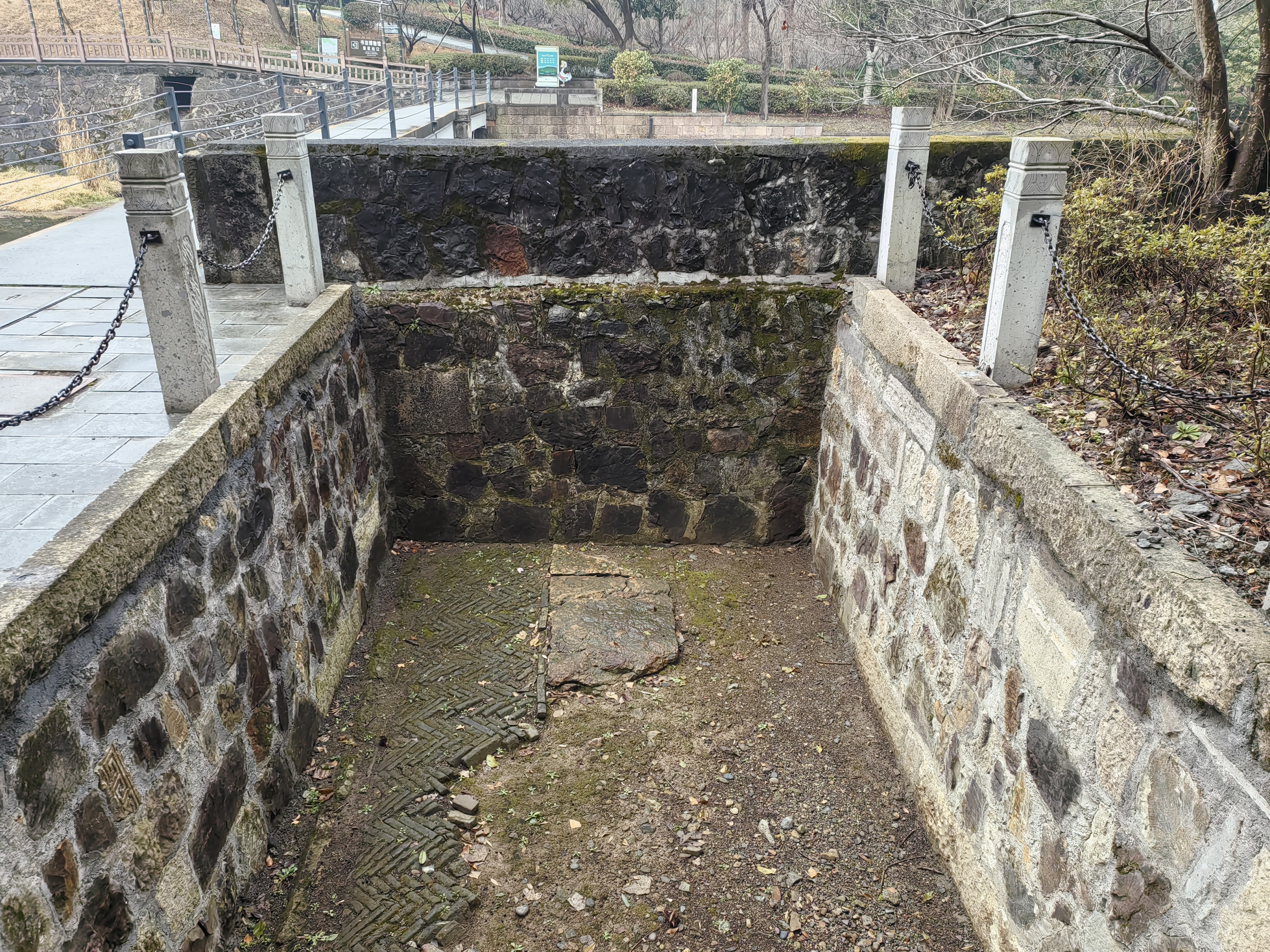
蘭亭古道
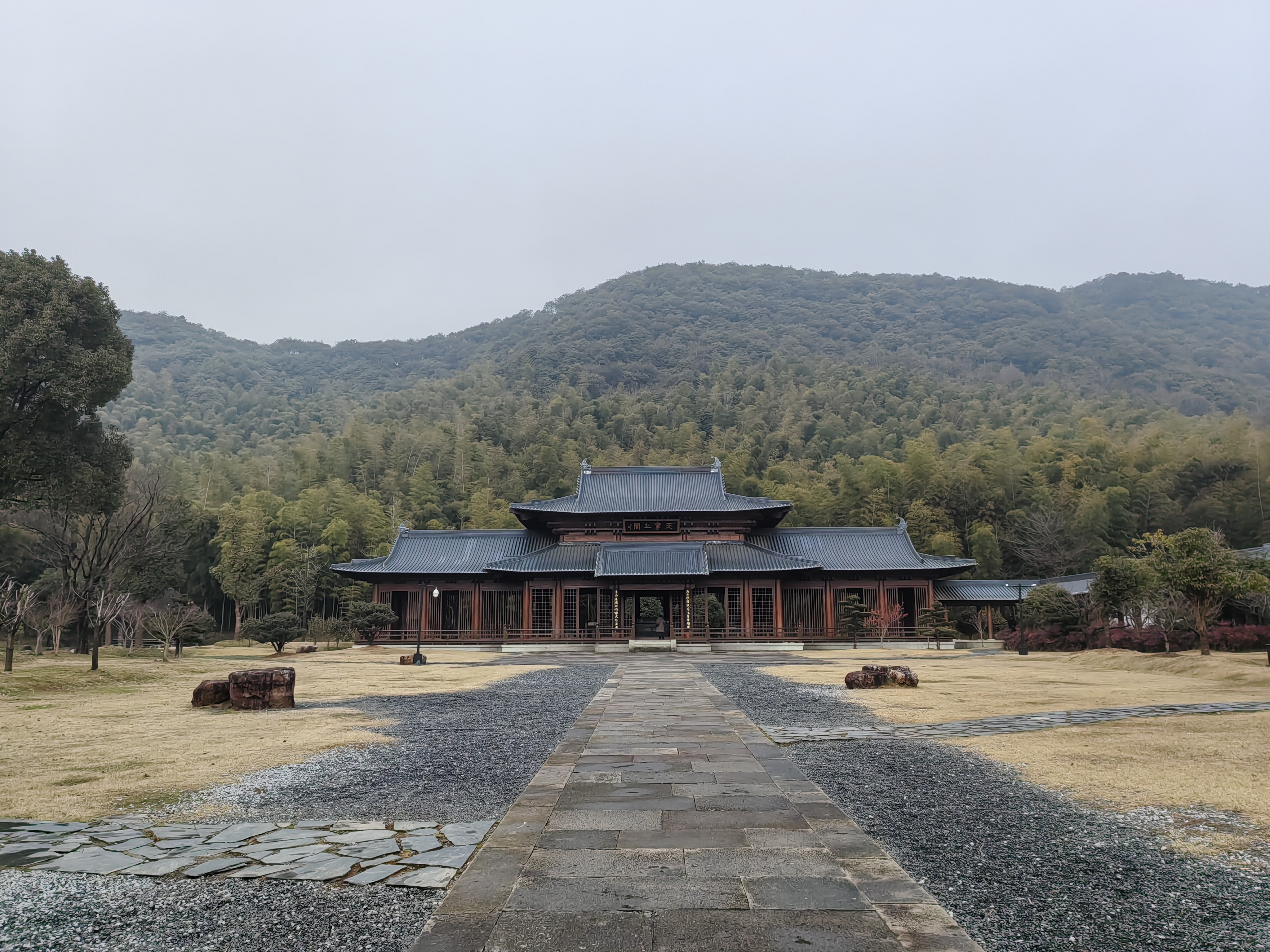
天章寺遺址
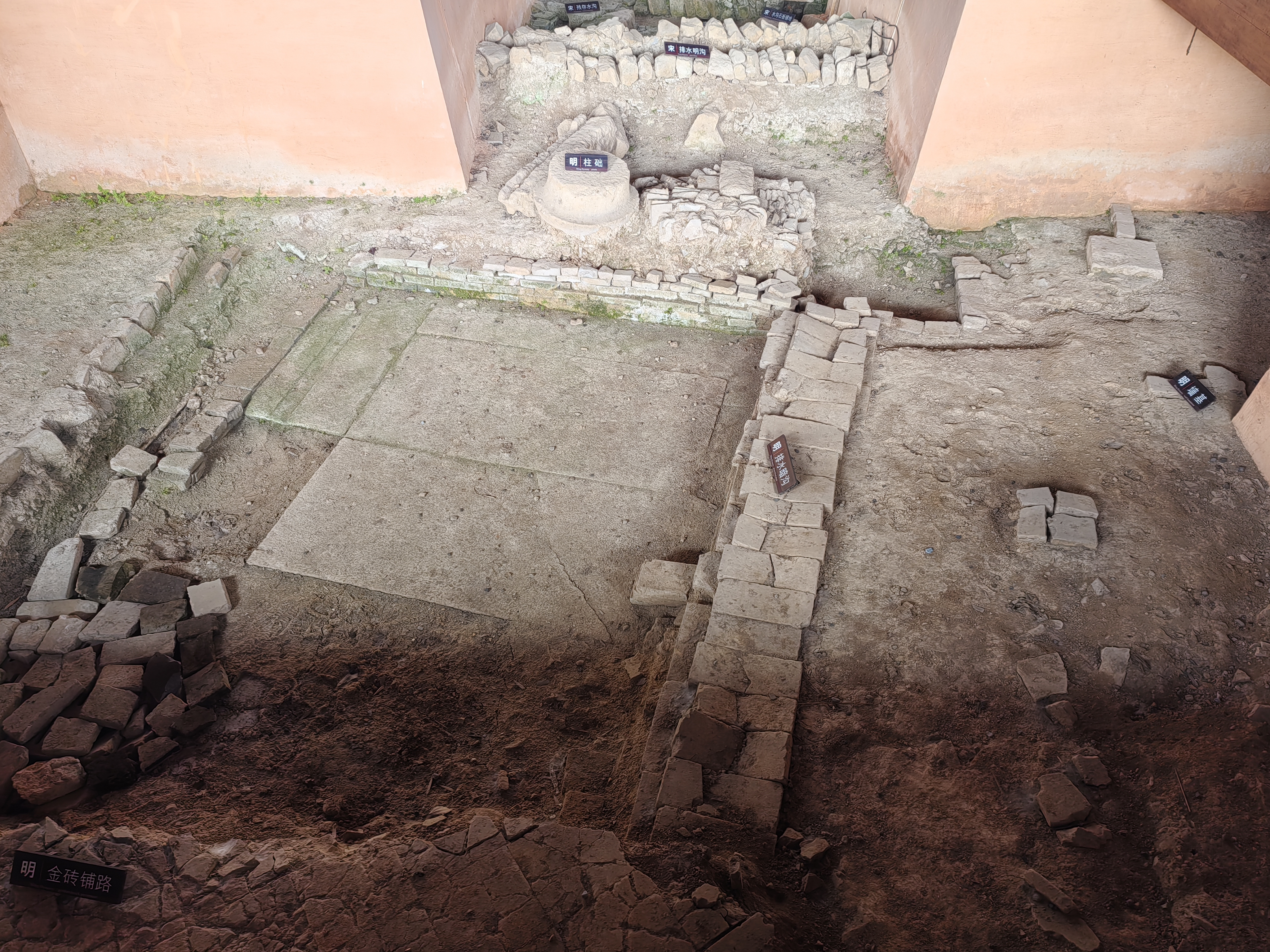
天章閣遺址